# Weezer
Weezer — американская рок-группа, образованная в Лос-Анджелесе, Калифорния, в 1992 году. С 2001 года группа состоит из Риверса Куомо (ведущий вокал, гитара, клавишные), Патрика Уилсона (ударные, бэк-вокал), Брайана Белла (гитара, клавишные, бэк-вокал) и Скотта Шрайнера (бас-гитара, клавишные, бэк-вокал). Они продали 10 миллионов альбомов в США и более 35 миллионов по всему миру.
После подписания контракта с Geffen Records в 1993 году Weezer выпустили свой получивший признание критиков одноименный дебютный альбом, также известный как Голубой Альбом, в мае 1994 года. При поддержке музыкальных клипов на синглы «Buddy Holly», «Undone – The Sweater Song» и «Say It Ain't So», альбом стал мультиплатиновым успехом. Второй альбом Weezer, Pinkerton (1996), отличающийся более мрачным и резким звучанием, стал коммерческим провалом и первоначально получил неоднозначные отзывы, но спустя годы достиг культового статуса и признания критиков. И Голубой Альбом, и Pinkerton сейчас часто упоминаются среди лучших альбомов 1990-х. После тура в поддержку Pinkerton басист Мэтт Шарп покинул группу, и Weezer взяли перерыв.
В 2001 году Weezer вернулись с Зелёным Альбомом со своим новым басистом, Майки Уэлшем. С более попсовым звучанием и продвигаемый синглами «Hash Pipe» и «Island in the Sun», альбом имел коммерческий успех и получил в основном положительные отзывы. После тура в поддержку альбома Уэлш ушел по состоянию здоровья, и его заменил Шрайнер. Четвертый альбом Weezer, Maladroit (2002), вобрал в себя хард-рок звучание и получил в основном положительные отзывы, но продажи были слабее. Make Believe (2005) получил смешанные отзывы, но его сингл «Beverly Hills» стал первым синглом Weezer, возглавившим американский чарт Modern Rock Tracks и первым, попавшим в десятку лучших в Billboard Hot 100.
В 2008 году Weezer выпустили альбом Красный Альбом; его лид-сингл «Pork and Beans» стал третьей песней Weezer, возглавившей чарт Modern Rock Tracks, подкрепленный музыкальным видео, получившим премию Грэмми. Raditude (2009) и Hurley (2010) с более «современной поп-продукцией» и песнями, написанными в соавторстве с другими исполнителями, получили ещё более смешанные отзывы и умеренные продажи. Everything Will Be Alright in the End (2014) и Белый Альбом (2016) вернулись к рок-стилю, который напоминал их звучание 90-х, смешанное с современной альтернативной продукцией, и получили больше положительных отзывов; Pacific Daydream (2017) снова отличался более мейнстримным поп-звучанием. В 2019 году Weezer выпустили альбом каверов, Бирюзовый Альбом, за которым последовал Чёрный Альбом. В 2021 году они выпустили OK Human, который отличался оркестровым поп-звучанием и получил признание, за ним последовал вдохновленный хард-роком Van Weezer. В 2022 году они выпустили серию мини-альбомов по мотивам четырёх сезонов.

## История

### Становление и первые годы (1986—1994)
Вокалист и гитарист Риверс Куомо переехал в Лос-Анджелес из Коннектикута в 1989 году со своей школьной метал-группой Avant Garde, позже переименованной в Zoom. После распада группы Куомо познакомился с барабанщиком Патриком Уилсоном и переехал к нему и другу Уилсона Мэтту Шарпу. Куомо отошёл от метала и исследовал влияния альтернативного рока, такие как Nirvana, Pixies и Sonic Youth. Он и Уилсон сформировали группу Fuzz и пригласили Скотти Чепмена на бас-гитару. Чэпмен ушёл после нескольких первых концертов; группа преобразовалась в Sixty Wrong Sausage с другом Куомо, Пэтом Финном на басу, и Джейсоном Кроппером на гитаре, но вскоре распалась.
Куомо переехал в Санта–Монику, Калифорния, и записал десятки демо, включая будущие песни Weezer «The World Has Turned and Left Me Here» и «Undone – The Sweater Song». Шарп с энтузиазмом отнёсся к демозаписям и стал басистом и, фактическим, менеджером группы.
Куомо, Уилсон, Шарп и Кроппер основали Weezer 14 февраля 1992 года. Их первое шоу состоялось 19 марта 1992 года на закрытии для группы Киану Ривза — Dogstar. Они взяли свое имя от прозвища, которое Куомо получил от своего отца, а было оно основано на персонаже по имени «Wheezer» из короткометражных фильмов 1922 года Пострелята. Куомо дал Шарпу один год на заключение контракта с группой на запись, прежде чем Куомо принял стипендию в Калифорнийском университете в Беркли. В ноябре Weezer записали демо, The Kitchen Tape, включающее версию будущего сингла Weezer «Say It Ain't So». Демо-версию прослушал Тодд Салливан, A&R сотрудник Geffen Records, который подписал контракт с Weezer в июне 1993 года.

### Голубой Альбом(1994)
Weezer записали свой дебютный альбом с продюсером Риком Окасеком в Electric Lady Studios в Нью-Йорке. Кроппер был уволен во время записи, поскольку Куомо и Шарп почувствовали, что он угрожает химии группы. Его заменил Брайан Белл. Одноимённый дебютный альбом, также известен как Голубой Альбом, был выпущен в мае 1994 года. Описанный Pitchfork как объединяющий в себе «задиристый юмор, насыщенные культурные отсылки и, несомненно, гигантские хуки», альбом сочетал альтернативный рок, пауэр-поп, отточенное продюсирование и то, что критик AllMusic Стивен Томас Эрлевайн назвал «пристрастием к трэш-року 70-х... в результате получается нечто совершенно особенное».
Первый сингл Weezer, «Undone – The Sweater Song», был поддержан музыкальным видео режиссёра Спайка Джонза; снятый непрерывным дублем, в нём Weezer выступают на звуковой сцене с небольшим экшеном, если не считать стаи собак, кишащих на съемочной площадке. Видео мгновенно стало хитом на MTV. Песня достигла 57-й строчки в Billboard Hot 100. Джонз также снял второе видео к песне «Buddy Holly», вставив группу в кадры из телевизионного ситкома 1970-х Счастливые дни. Видео получило большую ротацию на MTV и получило четыре премии MTV Video Music Awards, включая «Прорывное видео» и «Лучшее видео с альтернативной музыкой», а также две награды Billboard Music Video Awards. «Buddy Holly» достигла 18-го места в Hot 100 Airplay и 2-го в чарте Modern Rock Tracks. Песня включена в список 500 величайших песен всех времён по версии журнала Rolling Stone. Третий сингл, «Say It Ain't So», был встречен одобрительными отзывами критиков, а позже Pitchfork поставил его на 10-е место в списке 200 лучших треков 90-х. Песня достигла 51-й строчки в чарте Hot 100 Airplay и 7-й строчки в чарте Modern Rock Tracks. Кроме того, трек был включён в список Rolling Stone «100 лучших гитарных песен всех времен».
Их дебютный альбом получил критический и коммерческий успех. В 2020 году журнал Rolling Stone поставил его на 294-е место в списке 500 величайших альбомов всех времён. Альбом был сертифицирован как четырёхкратно платиновый в Соединённых Штатах, а также Канаде, что делает его самым продаваемым альбомом Weezer.

### Pinkerton(1995—1997)
В 1994 году Weezer взяли перерыв в гастролях на рождественские каникулы. Куомо отправился в свой родной штат Коннектикут и начал записывать демо для следующего альбома Weezer. Его первоначальной концепцией была рок-опера на космическую тематику, Songs from the Black Hole, которая выразила бы его смешанные чувства по поводу успеха. Куомо задумал эту историю как метафору своих противоречивых чувств по поводу гастролей в составе успешной рок-группы. Weezer разрабатывали концепцию с помощью периодических сессий записи в течение 1995 года. В конце года Куомо поступил в Гарвардский университет, где его песни стали «более мрачными, более интуитивными и открытыми, менее игривыми», и он отказался от Songs from the Black Hole.
Во время учебы в Гарварде Куомо испытал одиночество и разочарование, а также перенёс обширную операцию на левой ноге. Эти переживания повлияли на написание им песен для следующего альбома. За это время другие участники Weezer решили заняться своими собственными сайд-проектами. Шарп основал группу The Rentals, которые выпустили свой дебютный альбом Return of the Rentals в октябре 1995 года, также с Патриком Уилсоном на барабанах.
Второй альбом Weezer, Pinkerton, был выпущен 24 сентября 1996 года. Pinkerton назван в честь персонажа Б.Ф. Пинкертона из Мадамы Баттерфляй, который женится, а затем бросает японку по имени Баттерфляй. Назвав его «засранцем-американским моряком, похожим на гастролирующую рок-звезду», Куомо почувствовал, что этот персонаж был «идеальным символом той части меня, с которой я пытаюсь примириться на этом альбоме». Он выпустил три сингла: «El Scorcho[англ.]», «The Good Life» и «Pink Triangle».
С более мрачным и резким звучанием, Pinkerton продавался плохо по сравнению с Голубым Альбомом и получил смешанные отзывы. Также Pinkerton был признан «одним из худших альбомов 1996 года» в опросе читателей Rolling Stone. Однако, альбом, в конечном итоге, приобрёл культовый статус и стал считаться одной из лучших работ Weezer. В 2002 году читатели Rolling Stone признали Pinkerton 16-м величайшим альбомом всех времён. В 2004 году Rolling Stone дал альбому новый обзор, наградив его пятью звездами из пяти возможных и включив в «Зал славы Rolling Stone». Pinkerton позже был сертифицирован как платиновый в 2016 году.
Альбом стал «эмо-шедевром», и некоторые приписывают его «переписыванию плана эмо», поскольку он стал весьма влиятельным для ряда групп и самого жанра в 2000-х годах.
В июле 1997 года сестры Микель, Карли и Триста Алланы погибли в автомобильной аварии по дороге домой с шоу Weezer в Денвере, штат Колорадо. Микель и Карли руководили фан-клубом Weezer и помогали рекламировать несколько других групп Лос-Анджелеса, а также вдохновили на би-сайд к «Undone — The Sweater Song» — «Mykel & Carli». Weezer отменили шоу, чтобы присутствовать на их похоронах. В августе Weezer и другие группы провели благотворительный концерт для семьи в Лос-Анджелесе. Альбом-компиляция, Hear You Me! A Tribute to Mykel and Carli, был посвящен их памяти. В альбом вошли «Mykel & Carli», а также песни Ozma, That Dog, и Kara's Flowers (известные сейчас под именем Maroon 5). В 2001 году Jimmy Eat World выпустили песню «Hear You Me», которая была посвящена Микель и Карли.

### Перерыв (1997—2000)
Weezer завершили тур в поддержку Pinkerton в середине 1997 года и взяли перерыв. Уилсон вернулся в свой дом в Портленде, штат Орегон, чтобы поработать над своим сайд-проектом the Special Goodness, а Белл работал над своей группой Space Twins. В 1998 году Шарп покинул Weezer из-за разногласий с участниками группы. Он сказал о своем уходе: «У меня, конечно, есть свой взгляд на это, как, я уверен, и у всех остальных есть свои туманные представления. Когда у вас есть группа, которая не общается, у вас будет много разных историй.»
Куомо вернулся в Гарвард, но взял перерыв, чтобы сосредоточиться на написании песен. Он сформировал новую группу, состоящую из меняющегося состава бостонских музыкантов, и исполнил новый материал. От песен отказались, но бутлеги бостонских концертов продаются в Интернете. Уилсон в конце концов полетел в Бостон, чтобы присоединиться к Homie, ещё одному сайд-проекту Куомо. Участники группы состояли из Грега Брауна (Cake и Deathray), Мэтта Шарпа, Ювала Габая (Soul Coughing и Sulphur), Адама Орта (Shufflepuck) и будущего басиста Weezer, Майки Уэлша. Хотя альбом Homie записывался, в итоге они выпустили только одну песню под названием «American Girls» для фильма 1998 года Встречайте Дидлов.
В феврале 1998 года Куомо, Белл и Уилсон воссоединились в Лос-Анджелесе, чтобы начать работу над следующим альбомом Weezer. Слухи предполагают, что Шарп не вернулся в группу и покинул её в апреле 1998 года, что Шарп отрицает. Группа наняла Майки Уэлша, который играл с Куомо в Бостоне, в качестве нового басиста. Уэлш также ранее был басистом Джулианы Хэтфилд. Weezer продолжали репетировать и записывать демо до конца 1998 года. Разочарование и творческие разногласия привели к сокращению репетиций, и в конце 1998 года Уилсон уехал к себе домой в Портленд в ожидании возобновления производительности от Куомо. В ноябре 1998 года группа отыграла два клубных концерта с заменяющим барабанщиком в Калифорнии под названием Goat Punishment, полностью состоящих из каверов на песни Nirvana и Oasis. В последующие месяцы Куомо впал в период депрессии, отключил телефон от сети, покрасил стены своего дома в чёрный цвет и закрыл окна стекловолоконной изоляцией, чтобы предотвратить попадание света. В конце концов, за это время Куомо начал экспериментировать со своей музыкой и к 1999 году написал 121 песню. Тем временем Уилсон продолжал работать с The Special Goodness, пока Белл снова работал с Space Twins. Уэлш продолжал гастролировать с Джулианой Хэтфилд.

### Возвращение иЗелёный Альбом(2000—2001)
Weezer воссоединились в апреле 2000 года, когда приняли выгодное предложение выступить на рок-фестивале Fuji Rock Festival. Фестиваль послужил катализатором продуктивности Weezer, и с апреля по май 2000 года они репетировали и записывали демо новых песен в Лос-Анджелесе. Они вернулись к живым выступлениям в июне 2000 года, снова отыграв небольшие концерты без рекламы под названием Goat Punishment. В июне 2000 года группа присоединилась к американскому Warped Tour на девять концертов.
Летом 2000 года Weezer отправились в турне, включая выступления в рамках Vans Warped Tour. В конце концов, группа вернулась в студию, чтобы спродюсировать третий одноимённый альбом группы, Зелёный Альбом. Из-за неоднозначного приёма Pinkerton, Куомо написал менее личные тексты для данного альбома. Группа наняла Рика Окасека, который также продюсировал дебютный альбом группы. Вскоре после релиза Weezer отправились в очередное американское турне. В поддержку альбома были выпущены синглы «Hash Pipe», «Island in the Sun», и «Photograph». Руководители предложили выбрать «Don't Let Go» в качестве первого сингла. Однако Куомо продолжал бороться, и «Hash Pipe», в конечном итоге, стал первым синглом с альбома. «Hash Pipe» достиг 2-го места в чарте Billboard Modern Rock Tracks и 6-го места в чарте Bubbling Under Hot 100. «Island in the Sun» был выпущен в качестве второго сингла и стал радио-хитом, а также одним из их крупнейших зарубежных хитов. Песня достигла 11-й строчки в чарте Bubbling Under Hot 100. С годами песня набирала всё большую популярность, поскольку позже появилась в чарте Digital Songs в 2008 году, достигнув 18-го места только в 2022 году.
Лейбл пытался перенести дату релиза альбома ещё на июнь, но в итоге они придерживались первоначальной даты выхода альбома — 15 мая. Альбом дебютировал под номером 4 в Billboard 200 и с тех пор получил платиновый сертификат.
После нервного срыва из-за стресса от гастролей, недиагностированного биполярного расстройства и злоупотребления наркотиками Уэлш попытался покончить жизнь самоубийством и покинул Weezer в 2001 году. Позже он ненадолго присоединился к The Kickovers, прежде чем уйти из музыки. Его заменил Скотт Шрайнер. В это время Спайк Джонз вернулся, чтобы снять музыкальное видео для «Island in the Sun». Изначально предполагалось, что Мэтт Шарп появится в видео, но в итоге этого не произошло.

### Maladroit(2002)
Weezer применили экспериментальный подход к процессу записи своего четвёртого альбома, позволив фанатам загружать текущие миксы новых песен со своего официального сайта в обмен на обратную связь. После выхода альбома группа заявила, что этот процесс был чем-то вроде провала, поскольку фанаты не дали группе внятных, конструктивных советов. Куомо в конце концов поручил выбор песен для альбома первоначальному представителю A&R группы Тодду Салливану, сказав, что фанаты Weezer выбрали «самые дурацкие песни». Только песня «Slob» была включена в альбом по общему совету фанатов.
Запись также велась без участия звукозаписывающего лейбла Weezer, Interscope. У Куомо произошло то, что он тогда описал как «массовую размолвку» с лейблом. В начале 2002 года, задолго до официального релиза альбома, лейбл разослал радиостанциям письмо с просьбой отозвать песню до выхода официального, санкционированного сингла. Interscope также ненадолго закрыла веб-страницу загрузки аудио и видео Weezer, удалив все демо-версии в формате MP3.
В апреле 2002 года бывший басист Мэтт Шарп подал в суд на группу, утверждая, среди нескольких обвинений, что ему задолжали деньги за соавторство с несколькими песнями Weezer. Позже иск был урегулирован во внесудебном порядке.
Четвертый альбом, Maladroit, был выпущен 14 мая 2002 года, всего через год после своего предшественника. Альбом представлял собой более жёсткую версию фирменной запоминающейся музыки группы под влиянием поп-музыки и был изобилен напряжёнными гитарными соло в стиле 1980-х. Несмотря на в целом положительные отзывы критиков, продажи альбома были не такими высокими, как у Зелёного Альбома. С альбома было выпущено два сингла. В музыкальном клипе на песню «Dope Nose» участвовала малоизвестная японская банда мотоциклистов, и он регулярно появлялся в ротации. Песня достигла 8-й строчки в чарте Billboard Modern Rock Tracks. Музыкальное видео на песню «Keep Fishin'» объединило Weezer с героями франшизы Маппеты и имело большую ротацию на MTV. Режиссером обоих видеороликов выступил Маркос Сига.
Spin назвал его 6-м лучшим альбомом 2002 года. Опрос читателей Rolling Stone того же года признал его 90-м величайшим альбомом всех времён.
Weezer выпустила свой сильно отложенный первый DVD 23 марта 2004 года. DVD Video Capture Device рассказывает о группе с момента её зарождения и до тура в поддержку Maladroit. Составленный Карлом Кохом, DVD содержит домашнее видео, музыкальные клипы, рекламные ролики, репетиции, концертные выступления, телевизионные выступления и комментарии группы. DVD был сертифицирован как «золотой» 8 ноября 2004 года.

### Make Believe(2003—2006)
Перед началом работы над новым материалом Куомо открыл для себя новый тип медитации, шаматха-випашьяна, которая оказала большое влияние на написание его песен. Он решил снова применить более личный подход к своему творчеству. Одна песня во время этого процесса, «The Other Way», была написана для бывшей девушки Куомо, Дженнифер Тиба, после того, как её тогдашний бойфренд, певец и автор песен Эллиотт Смит, покончил с собой. Куомо сказал: «Я хотел утешить ее, но я был смущён и скептически относился к своим собственным мотивам, побудившим меня сделать это, поэтому я написал эту песню об этом.»
Перед записью материала для своего 4-го альбома Брайан Белл и Патрик Уилсон работали над своими собственными проектами. Space Twins Белла выпустили The End of Imagining, который критик Rolling Stone Джон Д. Лурессен назвал 7-м лучшим альбомом 2003 года. Тем временем, The Special Goodness Уилсона выпустили Land Air Sea.
С декабря 2003 по осень 2004 года Weezer записали большое количество материала, предназначенного для нового альбома, который выйдет весной 2005 года с продюсером Риком Рубином. Ранние записи группы стали доступны широкой публике через веб-сайт группы. Демо-версии стали большим хитом, но ни одна из песен, записанных на тот момент, не была включена в готовый альбом. Этот альбом под названием Make Believe был выпущен 10 мая 2005 года. Альбом дебютировал под номером 2 в Billboard 200. Несмотря на коммерческий успех, Make Believe получил неоднозначный прием критиков, получив средний балл 52 в сборнике рецензий Metacritic. Хотя в некоторых обзорах, таких как AllMusic, альбом положительно сравнивался с Pinkerton, другие, в том числе Pitchfork, оценили альбом как предсказуемый и бедный в лирическом отношении.
Первый сингл с альбома, «Beverly Hills», стал хитом в США и по всему миру, оставаясь в чартах в течение нескольких месяцев после своего выхода. Это была первая песня Weezer, занявшая 1-е место в чарте Billboard Modern Rock Tracks и 10-е место в Billboard Hot 100. «Beverly Hills» была номинирована на Грэмми в категории «лучшая рок-песня» на 48-й церемонии премии Грэмми, первой в истории номинации группы на данную премию. Видео также было номинировано на премию MTV Video Music Awards 2005 года за лучшее рок-видео. Вторым синглом, выпущенным с Make Believe, был «We Are All on Drugs, который достиг 10-й строчки в чарте Billboard Modern Rock Tracks. MTV отказалось проигрывать песню, поэтому Weezer переписали текст, заменив «on drugs» на «in love» и переименовав песню на «We Are All in Love». В начале 2006 года было объявлено, что Make Believe сертифицирован как платиновый, а «Beverly Hills» стала второй по популярности скачиваемой песней на iTunes за 2005 год, заняв второе место сразу после «Hollaback Girl» Гвен Стефани. Третий сингл Make Believe, «Perfect Situation», достиг 1-го места в Billboard Modern Rock Tracks и 51-го в Billboard Hot 100. «This Is Such a Pity» был четвёртым синглом группы с альбома, но к его выпуску не было снято музыкальное видео. В туре в поддержку альбома Make Believe группа также использовала дополнительные инструменты на сцене, добавив фортепиано, синтезаторы, псевдофоны и гитариста Бобби Шнека.

### Красный Альбом(2006—2008)
После успеха Make Believe, группа решила сделать перерыв. Куомо вернулся в Гарвард, который он окончил с отличием в качестве члена Phi Beta Kappa в 2006 году. 18 июня 2006 года Куомо также женился на Киоко Ито, женщине, которую он знал с марта 1997 года. На свадьбе присутствовали нынешние участники группы, а также Мэтт Шарп и Джейсон Кроппер. Во время этого перерыва Патрик Уилсон и Брайан Белл снялись в фильме 2006 года Я соблазнила Энди Уорхола, сыграв Джона Кейла и Лу Рида соответственно и написав кавер-версию песни «Heroin» The Velvet Underground для фильма. Также в это время Белл начал новый проект под названием The Relationship.
Новый одноимённый альбом группы, который известен как Красный Альбом, был выпущен в июне 2008 года. Рик Рубин продюсировал альбом, а Рич Кости его микшировал. Пластинка была описана как «экспериментальная», и, по словам Куомо, который в то время называл её «самым смелым и эффектным альбомом Weezer», включала более длинные и нетрадиционные песни, драм-машины TR-808, синтезаторы, южный рэп, барокко контрапункт, а также других участников группы, кроме Куомо, которые писали, пели и меняли инструменты. Пэт Уилсон сказал, что создание альбома обошлось примерно в миллион долларов, в отличие от бюджета Голубого Альбома в 150,000 долларов. Продюсерами альбома выступили Рик Рубин и Джекнайф Ли. Альбом дебютировал под номером 4 в Billboard 200, получив в целом положительные отзывы.
Его ведущий сингл, «Pork and Beans», возглавлял чарт Billboard Modern Rock Tracks в течение 11 недель, а также достиг 64-й строчки в Billboard Hot 100. Его музыкальное видео получило Грэмми за лучшее музыкальное видео. Второй сингл, «Troublemaker», дебютировал на 39-й строчке в чарте Billboard Modern Rock Tracks и достиг пика на 2-й строчке. В октябре 2008 года группа объявила, что третьим синглом будет «The Greatest Man That Ever Lived (Variations on a Shaker Hymn)», который был встречен похвалами критиков.
30 мая 2008 года Toledo Free Press в интервью Шрайнер сообщил, что Weezer представят тур Hootenanny Tour, в ходе которого фанатам будет предложено принести свои инструменты, чтобы играть вместе с группой: «Они могут принести все, что захотят... гобои, клавишные, барабаны, скрипки, и играть песни с нами, а не мы выступаем для них.»
В начале сентября группа отыграла пять концертов в Японии, а затем отправилась в так называемый тур «Troublemaker», состоящий из 21 концерта по Северной Америке, включая два в Канаде. Angels & Airwaves и Tokyo Police Club присоединялись к группе в качестве поддержки на каждом шоу, а другая группа Брайана Белла, The Relationship, также выступала на нескольких концертах. Незадолго до выхода на бис на каждом концерте группа приглашала фанатов с различными инструментами и исполняла «Island in the Sun» и «Beverly Hills» вместе с группой. На концерте в Остине, после того, как Tokyo Police Club отыграли свой сет, Куомо выкатили в коробке и изобразили запись редкого демо Weezer «My Brain», одетого в пижаму и с куклами в руках, прежде чем снова увезти. Это странное событие позже всплыло как кульминация промо-ролика ко второму демо-альбому Куомо, Alone II: The Home Recordings of Rivers Cuomo.

### RaditudeиHurley(2009—2013)
Weezer гастролировали с Blink-182 в 2009 году, включая остановку 30 августа на фестивале Virgin в Merriweather Post Pavilion в Колумбии, Мэриленд. Барабанщик Джош Фриз временно присоединился к Weezer, чтобы играть на барабанах в туре, в то время как Пэт Уилсон переключился на гитару. Уилсон сказал в интервью для Yahoo! Music, что Куомо хотел «быть активным и более свободным на сцене, и то, что у него была гитара, было препятствием.» Фриз заявил, что он фанат Weezer и не хотел упускать возможность поиграть с группой.
18 августа 2009 года Weezer выпустили первый сингл со своего грядущего альбома, «If You are Wondering If I Want You To». Песня достигла 81-го места в Billboard Hot 100. Название альбома было Raditude, оно было предложено актером Рэйном Уилсоном.
11 сентября была представлена обложка альбома Raditude с фотографией прыгающей собаки по кличке Сидни, выигравшей конкурс от National Geographic. Релиз пластинки был перенесен на 3 ноября 2009 года, где он дебютировал как седьмой самый продаваемый альбом недели в чарте Billboard 200. Группа запланировала турне на декабрь 2009 года, продлив его до начала 2010 года, чтобы совпасть с выходом нового альбома. 6 декабря 2009 года Куомо получил травму, когда его туристический автобус разбился в Глене, штат Нью-Йорк, из-за гололёда. Куомо получил три сломанных ребра и внутреннее кровотечение, а его помощник сломал два ребра. Его жена, маленькая дочь и их няня также были в автобусе, но они избежали травм. На следующий день Weezer отменили оставшиеся даты тура 2009 года. Группа возобновила гастроли 20 января 2010 года.
В декабре 2009 года выяснилось, что группа больше не работает с Geffen Records. Группа заявила, что новый материал всё равно будет выпущен, но участники группы не были уверены в средствах, будет ли он выпущен самостоятельно, онлайн или будет подписан другим лейблом. В конце концов, группа подписала контракт с независимым лейблом Epitaph Records.
Weezer были одними из хедлайнеров The Bamboozle в мае 2010 года, и выступил на фестивале музыки и искусств Боннару в Манчестере, Теннесси в июне. В августе 2010 года Weezer выступили на фестивалях Рединг и Лидс, и выступили на фестивале Voodoo Experience в Новом Орлеане в октябре 2010 года.
Альбом Hurley был выпущен в сентябре 2010 года на лейбле Epitaph Records. Название происходит от персонажа Хьюго «Хёрли» Рейеса из телешоу Остаться в живых. Хорхе Гарсиа, актер, сыгравший Херли, заявил, что появление на обложке альбома — «одна из самых больших наград в [его] карьере.» Первый сингл, «Memories», был выбран в качестве части саундтрека к фильму Чудаки 3D, вместе с музыкальным видео с участием актёров, исполняющих бэк-вокал.
Для продвижения альбома Weezer использовали интернет-стриминговый сервис YouTube. Weezer наняли 15 продюсеров-любителей онлайн-видео, «согласившись с любыми планами, которые создатель мог реализовать примерно за 30 минут». Группа продвигалась среди популярных каналов, таких как Barely Political, Рэй Уильям Джонсон и Фред Фигглхорн. The Gregory Brothers попросили группу внести музыкальный и вокальный вклад в одну из их композиций, построенную на выступлениях Чарльза Рангеля и президента США Барака Обамы. Weezer назвали эту акцию «вторжением на YouTube».
В ноябре 2010 года Weezer выпустили сборник, состоящий из перезаписанных версий неиспользуемых записей, относящихся к периоду с 1993 по 2010 год, Death to False Metal. Заглавный трек, «Turning Up The Radio», был совместной работой многих фанатов на YouTube. В тот же день была выпущена делюкс-версия альбома Pinkerton. 12 декабря 2011 года был выпущен третий сборник сольной серии Куомо Alone под названием Alone III: The Pinkerton Years, состоящий из демо-версий и отрывков с сессий к Pinkerton. Группа также представила кавер-версию песни The Cars, «You Might Think», для фильма от Disney-Pixar, Тачки 2, а также кавер-версия песни The Monkees, «I’m a Believer», для фильма Шрек навсегда.
Weezer начали работать над своим девятым студийным альбомом в сентябре 2010 года с намерением выпустить его в 2011 году, но год закончился, так и не увидев релиза. 8 октября 2011 года бывший басист Weezer Майки Уэлш был найден мёртвым от предполагаемой передозировки героина в номере отеля в Чикаго. На следующий день Weezer выступили в Чикаго и посвятили концерт Уэлшу, который, как ожидалось, должен был присутствовать на нём. Уэлш ранее присоединился к Weezer на сцене в нескольких выступлениях в период с 2010 по 2011 год.
Группа была хедлайнером четырёхдневного карнавального круиза в рок-тематике из Майами на Косумель, который стартовал 19 января 2012 года. В июле Weezer была хедлайнером Bunbury Music Festival в Цинциннати, штат Огайо. В начале 2013 года группа в туре Memories Tour отправилась в Австралию — первое австралийское турне группы с 1996 года. Группа полностью отыграла свои первые два альбома на нескольких площадках. Группа также была хедлайнером тура Punkspring 2013 года в Японии, а позже в том же году гастролировала по Канаде и США. Они отыграли несколько вечеров в городах по всей территории США, первые ночные шоу были посвящены исполнению их хитов, затем Голубому Альбому, от начала до конца. На второй вечер они сыграли Pinkerton в том же стиле. Кох устроил слайд-шоу под названием «Memories» в амфитеатре Гибсона в Лос-Анджелесе (И, скорее всего, на многих других площадках по всей территории США). Слайд-шоу состояло из фотографий концертов за эти годы и подчёркивало потерю членов команды их фан-клуба, Микель и Карли Алланов в 1997 году.

### Everything Will Be Alright in the EndиБелый Альбом(2013—2016)
Для их следующего альбома рассматривалось более 200 треков, но они смогли сузить круг до 13 треков. Согласно официальному пресс-релизу альбома, альбом тематически организован вокруг трёх групп песен: «Belladonna», «The Panopticon Artist» и «Patriarchia». В «Belladonna» вошли песни «Ain't Got Nobody», «Lonely Girl», «Da Vinci», «Go Away», «Cleopatra» и «Return to Ithaka», все из которых посвящены отношениям Куомо с женщинами. Треки из «The Panopticon Artist» включают «Back to the Shack», «I've Had It Up To Here» и «The Waste Land», все они посвящены отношениям Куомо с фанатами. Последняя группа песен, «Patriarchia», это «Eulogy for a Rock Band», «The British Are Coming», «Foolish Father» и «Anonymous», которые посвящены отношениям с отцом «с новым оттенком».
В январе 2014 года Weezer начали запись с продюсером Риком Окасеком, который продюсировал Голубой и Зелёный альбомы. Клип на новую песню был опубликован на официальном аккаунте группы на YouTube 19 марта 2014 года, что подтвердило предыдущие слухи о том, что группа находится в студии. 12 июня 2014 года стало известно, что название альбома будет Everything Will Be Alright in the End. Он был выпущен 7 октября 2014 года. Он получил в целом положительные отзывы, став самым рецензируемым релизом группы со времен Pinkerton. Первый сингл «Back to the Shack» достиг 5-го места в чарте Alternative Airplay.
26 октября 2015 года группа выпустила новый сингл «Thank God for Girls» на Apple Music и на радио в тот же день. На следующей неделе группа выпустила второй сингл «Do You Wanna Get High?». Куомо заявил в интервью Зейну Лоу, что группа не работает над новым альбомом. Позже, 14 января 2016 года, Weezer выпустили третий сингл «King of the World» и анонсировали Белый Альбом, который продолжил успех предыдущего релиза группы у критиков.
Во время написания альбома Куомо присоединился к Tinder, чтобы встретиться с людьми и черпать вдохновение для новых песен. Он также начал изучать другие техники написания песен, включая технику нарезки, поток сознания и написание мелодий с помощью фортепиано вместо гитары.
Weezer был официально выпущен 1 апреля 2016 года и достиг 4-го места в Billboard 200. Альбом считается концептуальным, исследующим темы гендерной динамики, современного опыта свиданий и отсылок к религиозной иконографии. В музыкальном плане альбом является возвращением к первым двум альбомам группы, Голубой Альбом (1994) и Pinkerton (1996), а также данью уважения The Beach Boys.
Альбом получил номинацию на Грэмми в категории «лучший рок-альбом» на 59-й церемонии премии Грэмми.
В поддержку альбома группа выступила на Summer Tour 2016 с Panic! at the Disco. Позже группа подписала контракт с Atlantic Records в рамках совместного предприятия Warner Music Group и Crush Management.

### Pacific Daydream(2017—2018)
Вскоре после выхода Белого Альбома Куомо обсудил планы относительно следующего альбома Weezer, предварительно названного Чёрным Альбомом. Куомо сказал, что альбом будет затрагивать «более зрелые темы» и в нем будет «меньше летнего дня и больше зимней ночи», и предположил, что группа может вернуться в студию звукозаписи уже в октябре 2016 года. Weezer отложили запись после того, как Куомо почувствовал, что его новый материал больше «похож на мечты с пляжа на краю света [... как будто] The Beach Boys и The Clash полюбили друг друга на берегу океана и у них родился чертовски удивительный ребенок».
Для написания альбома Куомо использовал различные музыкальные и лирические фрагменты, которые он собирал с течением времени. Он хранил архив идей для песен и нанял программистов, которые составили электронную таблицу с текстовыми фрагментами в разбивке по ударам в минуту, слогам и тональности, чтобы вызывать их, когда они застрянут. «Вместо того, чтобы пытаться заставить себя почувствовать вдохновение, я могу просто зайти в электронную таблицу и выполнить поиск [...] Я просто пробую их, чтобы увидеть, какие из них работают волшебным образом.»
16 марта 2017 года Weezer выпустили новую песню «Feels Like Summer», лид-сингл грядущего альбома. Песня вызвала неоднозначную реакцию фанатов, но стала их самым большим хитом на альтернативном радио за десятилетие (достигнув 2-го места в чарте Alternative Airplay). 16 августа Weezer анонсировали Pacific Daydream, выпущенный 27 октября. 17 августа вышел промо-сингл с альбома, «Mexican Fender». В следующем месяце был выпущен «Beach Boys», а ещё через месяц они выпустили «Weekend Woman», получившие положительный приём. «Happy Hour» был выбран в качестве второго официального сингла альбома, достигнув 9-й строчки в чарте Alternative Airplay.
Альбом получил номинацию на Грэмми в категории «лучший рок-альбом» на 61-й церемонии премии Грэмми.

### БирюзовыйиЧёрныйальбомы (2018—2019)
После настойчивой кампании фаната в твиттере Weezer выпустили кавер-версию песни «Africa» группы Toto 29 мая 2018 года. До этого группа выпустила кавер-версию «Rosanna», чтобы «троллить» своих поклонников. «Africa» достигла первого места в чарте Billboard Alternative Songs в августе 2018 года, став первым синглом группы номер один после «Pork and Beans» в 2008 году. Два дня спустя, 10 августа, Toto ответили, выпустив кавер-версию сингла Weezer, «Hash Pipe». «Africa» в итоге достигла 51-й строчки в Billboard Hot 100. Успех кавер-версии «Africa» побудил Weezer записать альбом каверов, Бирюзовый Альбом, альбом-сюрприз, выпущенный 24 января 2019 года. Альбом имел коммерческий успех, достигнув 4-го места в Billboard 200. Кроме того, все треки попали в чарт Hot Rock and Alternative Songs.
20 сентября 2018 года Weezer выпустили «California Snow» в качестве сингла к фильму 2018 года, Заклинание. Он был выбран в качестве заключительного трека к Чёрному Альбому. 11 октября 2018 года Weezer выпустили «Can't Knock the Hustle», лид-сингл с их грядущего альбома. 21 ноября они выпустили второй сингл «Zombie Bastards», и анонсировали альбом, спродюсированный Дэйвом Ситеком и запланированный на 1 марта 2019 года. Также были объявлены концертный тур по США с Pixies, а также даты тура в поддержку альбома и международного тура. 21 февраля они выпустили «High as a Kite» и «Living in L.A.» в качестве следующих синглов. Позже они сыграют их на NPR Music, чтобы продвинуть альбом для своей серии концертов Tiny Desk.
Во время интервью Beats 1 Зейну Лоу на Apple Music 24 января 2019 года Куомо объявил, что Weezer уже записали «основные треки» для альбома, следующего за Чёрным Альбомом. Продюсером альбома является Джейк Синклер, который продюсировал Белый Альбом. Куомо сказал, что песни для альбома написаны для фортепиано, и что в некоторых песнях есть струнные партии, уже записанные в студии Эбби-Роуд. В процессе записи Weezer отошли от современного стиля «grid music» (музыка, записанная с помощью современного программного обеспечения, использующего сетки для организации отдельных элементов записанной музыки и управления ими) и не исполняли под «щелчок» (т. е. под метроном) в более естественном стиле. Куомо сказал, что альбом предварительно называется OK Human и что источником вдохновения для альбома послужил альбом 1970 года Nilsson Sings Newman. Кроме того, Куомо сказал, что в настоящее время работает над альбомом с рабочим названием Van Weezer, который возвращает к их более тяжёлому рок-звучанию после того, как заметил, как толпы сходят с ума от громких гитарных соло на концертах Weezer.

### OK HumanиVan Weezer(2019—2021)
10 сентября 2019 года группа объявила о туре под названием Hella Mega Tour с Green Day и Fall Out Boy в качестве хедлайнеров наряду с ними самими, а также с The Interrupters на разогреве. Они также выпустили первый сингл «The End of the Game» со своего грядущего пятнадцатого студийного альбома, Van Weezer. Песня достигла 2-го места в чарте Alternative Airplay. Куомо сказал, что группа вернётся «обратно к большим гитарам». Он заметил, что когда группа исполняла «Beverly Hills» вживую на концерте, он исполнял гитарное соло, которого не было в записанной версии песни. «Недавно мы заметили, что толпа просто сходит с ума, когда я это делаю. Такое ощущение, что, возможно, публика снова готова к измельчению.»
Группа записала версию песни «Lost in the Woods» для фильма 2019 года, Холодное сердце 2, которая была включена в альбом саундтрека к фильму. Музыкальное видео вышло с участием группы и актрисы Кристен Белл, которая озвучивала Анну.
6 мая 2020 года Weezer выпустили сингл «Hero» и музыкальное видео в память об основных работниках во время пандемии COVID-19. Одновременно они объявили о задержке Van Weezer на время, которое будет определено позднее. Песня достигла 1-го места в чарте Alternative Airplay. 10 мая Weezer появились в эпизоде сериала Симпсоны, «Омерзительные восьмилетние», где прозвучал фрагмент их песни «Blue Dream» из альбома Van Weezer. 14 августа 2020 года группа объявила, что выход альбома перенесен на май 2021 года, чтобы совпасть с перенесённым туром Hella Mega Tour. В тот же день третий сингл, «Beginning of the End», был выпущен как часть саундтрека к фильму Билл и Тед снова в деле.
6 октября 2020 года, после смерти Эдди Ван Халена, альбом был посвящён ему. Помимо Ван Халена, альбом также посвящен Рику Окасеку, который продюсировал дебютные альбомы группы, Голубой Альбом, Зелёный Альбом и Everything Will Be Alright in the End, поскольку Окасек умер в сентябре 2019 года.
18 января 2021 года группа анонсировала свой четырнадцатый студийный альбом, OK Human (игра слов с альбомом Radiohead, OK Computer), следуя загадочным рекламным дискетам и ссылкам, отправленным некоторым членам фан-клуба Weezer несколькими днями ранее. Анонс был сделан с датой выхода 29 января. Сингл «All My Favorite Songs» был выпущен 21 января. Песня достигла 1-го места в чарте Alternative Airplay, а позже была номинирована на Грэмми в категории «лучшая рок-песня» на 64-й церемонии премии Грэмми.
Планировалось выпустить альбом после Van Weezer, но когда из-за пандемии COVID-19 альбом был отложен на год, группа решила сначала сместить акцент на завершение работы над OK Human. Группа наняла оркестр из 38 человек и записала альбом полностью на аналоговом оборудовании, чтобы достичь желаемого звучания в стиле барокко-поп. Альбом был дополнительно вдохновлён альбомами Pet Sounds от The Beach Boys и Nilsson Sings Newman от Гарри Нилсона.
Четвёртый сингл, «I Need Some of That», был выпущен 21 апреля 2021 года. Van Weezer был выпущен 7 мая 2021 года вместе с анимационным клипом на «All the Good Ones». Альбом сравнивают с их четвёртым студийным альбомом Maladroit, и вдохновлен он хард-роком и хэви-металом 1970-х и 1980-х годов, а также такими группами, как Kiss, Black Sabbath, Metallica и Van Halen (последняя из них вдохновила на название альбома).

### SZNZи 30-летиеГолубого Альбома(2021—настоящее время)
После задержек из-за пандемии COVID-19 американский этап тура Hella Mega Tour начался 24 июля 2021 года в Арлингтоне, штат Техас; в дальнейшем начался и европейский этап тура.
11 марта 2022 года Weezer анонсировала SZNZ, серию из четырёх мини-альбомов, основанных на четырёх временах года (проще говоря, четырёх сезонах). Первый, SZNZ: Spring, был выпущен 20 марта. Ведущий сингл, «A Little Bit of Love», был выпущен 16 марта и достиг 1-го места в чарте Alternative Airplay. 20 июня 2022 года Weezer появилась на ток-шоу Джимми Киммел в прямом эфире, дебютировав с «Records», ведущим синглом с SZNZ: Summer, который также достиг 1-го места в чарте Alternative Airplay. В августе выступление в резиденции Бродвейского театра, запланированное на сентябрь 2022 года, было отменено из-за высоких расходов и плохих продаж билетов.
19 сентября 2022 года Weezer снова выступили под псевдонимом Goat Punishment в клубе Troubadour, Голливуд, где они впервые сыграли SZNZ: Winter. Они также дебютировали с синглом «What Happens After You?» из SZNZ: Autumn, который был выпущен 22 сентября 2022 года. «What Happens After You?» позже была исполнена на Джимми Киммел в прямом эфире. 9 декабря 2022 года Weezer выпустили «I Want a Dog», лид-сингл с последнего мини-альбома, SZNZ: Winter. Он был выпущен 21 декабря 2022 года вместе с музыкальным клипом на «Dark Enough To See The Stars». В ноябре 2023 года Weezer появились в фильме от Netflix, Семейный обмен.
15 мая 2024 года группа исполнила свою песню «Say It Ain't So» совместно с Келли Кларксон. В июне Weezer начали турне по Великобритании и Ирландии с The Smashing Pumpkins. Обозревая их выступление на Арене O2 в Лондоне, The Guardian написала: «Спустя тридцать лет Weezer по-прежнему исполняют подтянутый, энергичный, остроумный пауэр-поп с непринуждённой атмосферой... Очевидно, что они по-прежнему влюблены в музыку.» В сентябре Weezer должны начать тур Voyage to the Blue Planet Tour, в ходе которого они полностью исполнят Голубой Альбом к его 30-летию.

## Стиль музыки и влияния
Стиль музыки Weezer определяют как альтернативный рок, пауэр-поп, поп-рок, поп-панк, гик-рок, эмо, инди-рок, эмо-поп, мелодик-метал и поп. На группу оказали влияние такие группы, как Kiss (с прямыми отсылками в песне «In The Garage»), Nirvana, Pixies, The Cars (участник которых, Рик Окасек, продюсировал несколько пластинок Weezer), Cheap Trick, Pavement, Oasis, The Smashing Pumpkins, Green Day и Wax. Куомо приписывал The Beach Boys большое влияние, в частности, альбому Pet Sounds. Белл описал звучание Weezer как «Beach Boys с усилителями Marshall». Такие оперы и мюзиклы, как Мадам Баттерфляй и Иисус Христос — суперзвезда, оказали влияние на альбомы Pinkerton и Songs from the Black Hole. Поклонение участников группы музыке хард-рока и хэви-метала стало источником вдохновения для альбома Van Weezer, в том числе для таких групп 1970-х и 1980-х годов, как Kiss, Black Sabbath, Metallica, Slayer, Rush и Van Halen (последняя из которых вдохновила на название альбома).
Сами Weezer оказали влияние на таких исполнителей, как Sum 41, Fall Out Boy, Пит Венц, Paramore, Fun, Panic! at the Disco, Blink-182, Стив Лейси, Тейлор Свифт, Charli XCX, Мак Демарко, Real Estate, Dinosaur Pile-Up, Cymbals Eat Guitars, DNCE, Ozma, Wavves, Joyce Manor, Origami Angel, и The Fall of Troy.

## Сольные работы и сайд-проекты
Уилсон начал свой сайд-проект The Special Goodness в 1996 году, для которого он поёт и играет на гитаре и басу. В мае 2012 года он выпустил свою четвёртую пластинку с The Special Goodness, Natural. Белл основал группу Space Twins в 1994 году. Они выпустили альбом The End of Imagining в 2003 году. В 2006 году Белл основал новую группу под названием The Relationship и не написал ни одной песни для альбома Weezer, Raditude, чтобы сэкономить материал для The Relationship. Одноименный дебют вышел в 2010 году, а продолжение, Clara Obscura, в 2017 году.
Бывший басист, Мэтт Шарп, основал The Rentals в 1994 году. После выпуска Return of the Rentals в 1995 году Шарп ушёл из Weezer в 1998 году, чтобы больше сосредоточиться на The Rentals. Шарп также выпустил работу под своим именем. Майки Уэлш гастролировал с Джулианой Хэтфилд и играл на басу в The Kickovers. Скотт Шрайнер играл на басу для дебютного студийного альбома Энтони Грина, Avalon.
18 декабря 2007 года Куомо выпустил Alone: The Home Recordings of Rivers Cuomo, сборник его демозаписей, записанных с 1992 по 2007 год, включая несколько демо из альбома Songs from the Black Hole. Второй сборник, Alone II: The Home Recordings of Rivers Cuomo, был выпущен 25 ноября 2008 года, а третий, Alone III: The Pinkerton Years, 12 декабря 2011 года. Альбом продавался эксклюзивно вместе с книгой, The Pinkerton Diaries, в котором собраны записи Куомо эпохи Pinkerton.
20 марта 2013 года Куомо и Скотт Мёрфи из группы Allister выпустили альбом Scott & Rivers на японском языке. Они выпустили свой второй альбом в апреле 2017 года. В ноябре 2020 года Куомо разместил на своём веб-сайте для покупки и скачивания тысячи неизданных песен и демо-версий за всю карьеру Weezer.

## Музыкальный вклад
В 1994 году Weezer внесли вклад в песню «Jamie» для DGC Rarities Vol. 1, который представляет собой сборник демо, би-сайдов и каверов, записанных группами на лейбле DGC Records. Это было первое появление песни, пока она не была выпущена в качестве би-сайда для сингла «Buddy Holly» и в делюкс-версии Голубого Альбома.
В 1995 году была выпущена операционная система Windows 95 и на CD-ROM с ней был включен видеоклип на композицию "Buddy Holly" в качестве демонстрации мультимедийных возможностей компьютера. Таким образом группа Weezer в некотором роде стала символом нового витка развития компьютерных технологий. И этот ход, который провели менеджеры группы без согласования с участниками группы, также дополнительно поддержал продажи первого альбома группы.
В 1999 году Weezer записали кавер-версию песни «Velouria» группы Pixies для трибьют-альбома Where Is My Mind? A Tribute To The Pixies.
22 июля 2003 года Weezer записали акустическую кавер-версию песни Green Day «Worry Rock» для сборника A Different Shade of Green: A Tribute to Green Day.
4 декабря 2008 года iOS-разработчик Tapulous выпустил игру Christmas with Weezer с геймплеем, похожим на Tap Tap Revenge, и шестью рождественскими гимнами в исполнении группы. Цифровой мини-альбом с песнями под названием Christmas with Weezer, также был выпущен 16 декабря 2008 года.
9 марта 2010 года Weezer появились в эпизоде детского дневного телешоу Йо, Габба, Габба! и исполнила песню «All My Friends Are Insects». Песня вошла в сборник саундтреков к шоу, Yo Gabba Gabba! Music Is...Awesome! Volume 2, а также бонус-трек к альбому Weezer, Hurley.
11 июня 2010 года группа выпустила новый сингл «Represent» в качестве неофициального гимна мужской сборной США по футболу, приуроченного к чемпионату мира по футболу 2010 года. Хотя технически песня была неофициальной, команда поддержала её, и 23 июня 2010 года было выпущено музыкальное видео на официальном канале в YouTube американского футбола, в котором драматические кадры сборной США сочетались с кадрами выступления Weezer.
В 2010 году группа записала кавер-версию песни «I’m a Believer» группы The Monkees для фильма Шрек навсегда. Ранее Weezer планировали включить раннюю версию «My Best Friend» из альбома Make Believe в альбом саундтрека к фильму Шрек 2, но это было отклонено из-за того, что песня звучала «слишком похоже на то, что она была написана для Шрека».
В 2011 году группа записала кавер на песню «You Might Think» группы The Cars для фильма Тачки 2. Песня входит в официальный саундтрек фильма.
В 2011 году Weezer записали кавер на песню «Rainbow Connection» с Хейли Уильямс для Muppets: The Green Album, кавер-альбом песен Маппетов, в который также вошли песни групп OK Go, The Fray, Alkaline Trio и другие.
20 сентября 2018 года Weezer выпустила «California Snow» для фильма Заклинание. Позже песня появилась на Чёрном Альбоме.
В 2019 году Weezer записали кавер-версию песни «Lost in the Woods» для саундтрека к фильму Холодное сердце 2.
В 2020—2021 годах Weezer выпустили песню «It's Always Summer in Bikini Bottom» для саундтрека к фильму Губка Боб в бегах.
В июне 2021 года Weezer записали песню «Tell Me What You Want» для видеоигры Wave Break. Песня представлена на специальном уровне игры под названием «Weezy Mode».
В августе 2021 года Weezer записали кавер-версию песни «Enter Sandman» группы Metallica, которая была включена в The Metallica Blacklist, сборник каверов на песни Metallica от разных исполнителей, причём на каждую песню было несколько каверов.
Текущий состав
- Риверс Куомо — вокал, соло-гитара, клавишные (1992—настоящее время)
- Патрик Уилсон — ударные, перкуссия (1992—настоящее время), бэк-вокал (2007—настоящее время)
- Брайан Белл — ритм-гитара, бэк-вокал (1994—настоящее время), клавишные (2001—настоящее время)
- Скотт Шрайнер — бас-гитара, бэк-вокал (2001—настоящее время), клавишные (2007—настоящее время)

Бывшие участники
- Джейсон Кроппер — ритм-гитара, бэк-вокал (1992—1993)
- Мэтт Шарп — бас-гитара, бэк-вокал (1992—1998)
- Майки Уэлш — бас-гитара, бэк-вокал (1998—2001; умер 8 октября 2011)

Временная шкала

## Дискография

### Студийные альбомы
- Weezer (Голубой Альбом) (1994)
- Pinkerton (1996)
- Weezer (Зелёный Альбом) (2001)
- Maladroit (2002)
- Make Believe (2005)
- Weezer (Красный Альбом) (2008)
- Raditude (2009)
- Hurley (2010)
- Everything Will Be Alright in the End (2014)
- Weezer (Белый Альбом) (2016)
- Pacific Daydream (2017)
- Weezer (Бирюзовый Альбом) (2019)
- Weezer (Чёрный Альбом) (2019)
- OK Human (2021)
- Van Weezer (2021)